# Biblia de Ginebra

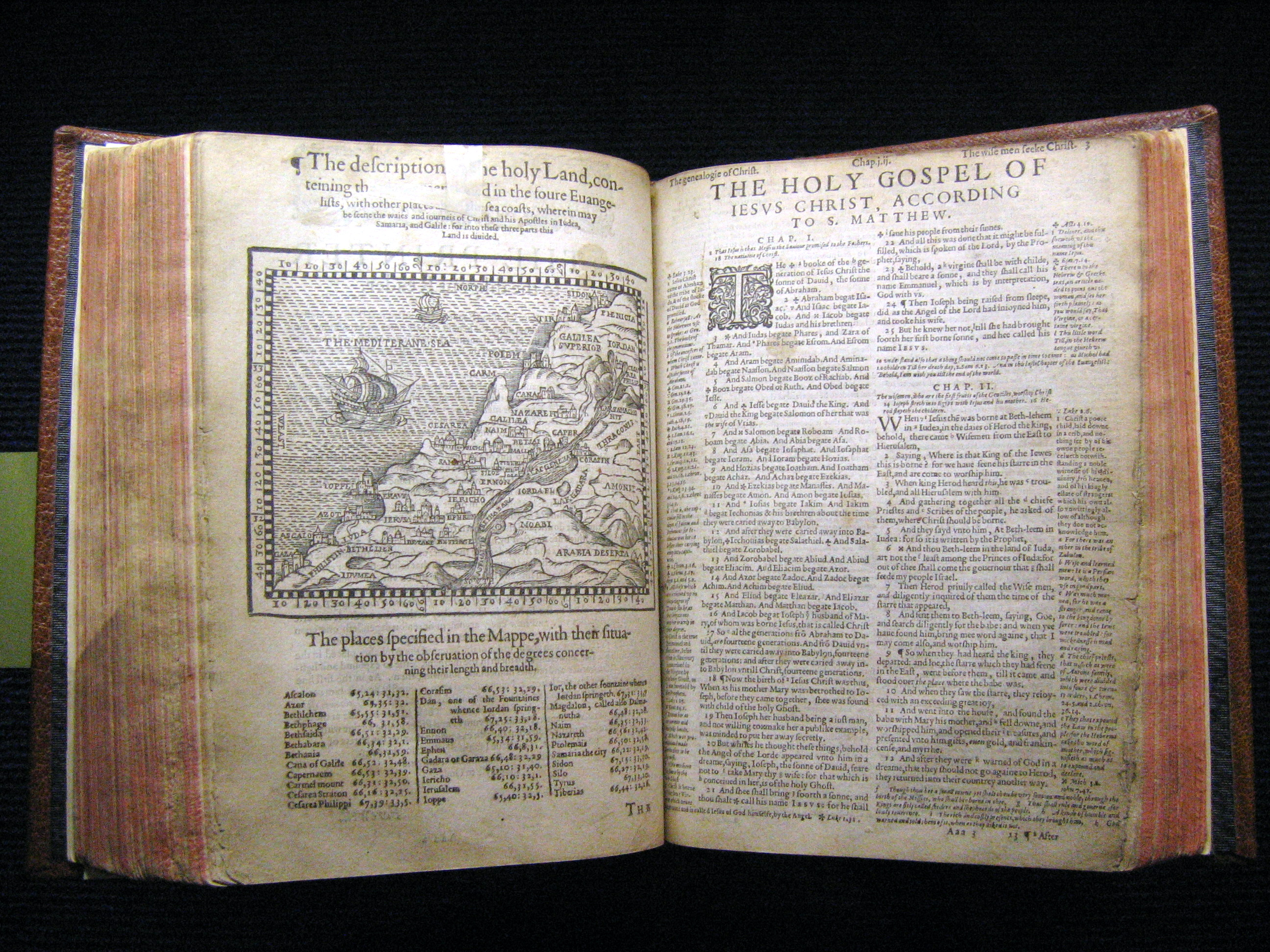
Edición de 1560 de la Biblia de Ginebra

La Biblia de Ginebra es una de las traducciones históricamente más significativas de la Biblia al inglés, precediendo a la versión del rey Jacobo en 51 años. Es considerada la Biblia de la reforma protestante inglesa.
Fue la Biblia principal del protestantismo inglés del siglo XVI y fue utilizada por John Locke, William Shakespeare, Oliver Cromwell, John Knox, John Donne y John Bunyan, autor de El progreso del peregrino (1678). Fue una de las Biblias llevadas a América en Mayflower (el Museo Pilgrim Hall ha recopilado varias Biblias de pasajeros de Mayflower). La Biblia de Ginebra fue utilizada por muchos disidentes ingleses, y aun así fue respetada por los soldados de Oliver Cromwell en el momento de la Guerra Civil Inglesa, en el folleto "La Biblia de bolsillo de los soldados de Cromwell".
Esta versión de la Biblia es significativa porque, por primera vez, se puso a disposición del público en general una Biblia impresa de forma masiva y producida en masa, que venía con una variedad de guías de estudio de las Escrituras y ayudas (llamadas colectivamente un aparato), que incluye citas de versos que permiten al lector hacer una referencia cruzada de un verso con numerosos versos relevantes en el resto de la Biblia, introducciones a cada libro de la Biblia que actuaron para resumir todo el material que cada libro cubriría, mapas, tablas, grabados en madera, ilustraciones e índices.
Debido a que el lenguaje de la Biblia de Ginebra era más contundente y vigoroso, la mayoría de los lectores preferían esta versión a la Great Bible. En palabras de Cleland Boyd McAfee, "llevó a la Great Bible a salir del campo por su poder de excelencia".

## Historia
La Biblia de Ginebra siguió a la Gran Biblia de 1539, la primera Biblia autorizada en inglés, que fue la Biblia autorizada de la Iglesia de Inglaterra.

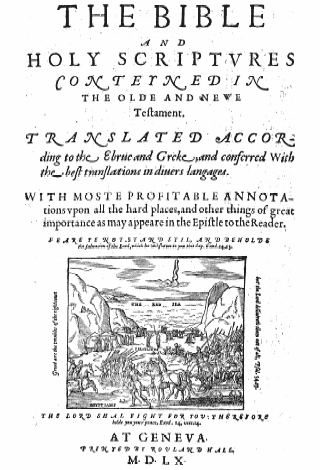
Biblia de Ginebra de 1560, la primera edición mecanizada.

Durante el reinado de la reina María I de Inglaterra (1553–58), varios eruditos protestantes huyeron de Inglaterra a Ginebra, Suiza, que luego fue gobernada como una república en la que Juan Calvino y, más tarde, Teodoro de Beza, proporcionaron la primaria espiritual y liderazgo teológico. Entre estos académicos se encontraba William Whittingham, quien supervisó la traducción que ahora se conoce como la Biblia de Ginebra, en colaboración con Myles Coverdale, Christopher Goodman, Anthony Gilby, Thomas Sampson y William Cole; Varios de este grupo más tarde se convirtieron en figuras prominentes en la controversia Vestimentas. Whittingham fue directamente responsable del Nuevo Testamento, que se completó y publicó en 1557, mientras que Gilby supervisó el Antiguo Testamento.
La primera edición completa de esta Biblia, con un Nuevo Testamento revisado, apareció en 1560, pero no se imprimió en Inglaterra hasta 1575 (Nuevo Testamento) y 1576 (Biblia completa). Más de 150 ediciones fueron emitidas; el último probablemente en 1644. La primera Biblia impresa en Escocia fue una Biblia de Ginebra, que se publicó por primera vez en 1579. De hecho, la participación de Knox y Calvino en la creación de la Biblia de Ginebra lo hizo especialmente atractivo en Escocia, donde se aprobó una ley en 1579 que exige a cada hogar medios suficientes para comprar una copia.
Algunas ediciones a partir de 1576 incluyeron las revisiones de Laurence Tomson del Nuevo Testamento. Algunas ediciones a partir de 1599 utilizaron una nueva versión "Junius" del Libro de la Revelación, en la que las notas fueron traducidas de un nuevo comentario en latín de Franciscus Junius.
Las anotaciones que son una parte importante de la Biblia de Ginebra eran de carácter calvinista y puritano, y como tales les desagradaron los anglicanos gobernantes de la Iglesia de Inglaterra, así como el rey Jacobo I, quien encargó la "Versión autorizada". ", o "Biblia del rey Jacobo", para reemplazarlo. La Biblia de Ginebra también había motivado la producción anterior de la Biblia de los Obispos bajo Isabel I, por la misma razón, y la edición posterior de Rheims-Douai de la comunidad católica. La Biblia de Ginebra siguió siendo popular entre los puritanos y se mantuvo en uso generalizado hasta después de la Guerra Civil inglesa. Las notas de Ginebra se incluyeron sorprendentemente en algunas ediciones de la versión King James, incluso hasta 1715.

## Traducción
Como la mayoría de las traducciones al inglés de la época, la Biblia de Ginebra fue traducida de ediciones académicas del Nuevo Testamento griego y las Escrituras hebreas que comprenden el Antiguo Testamento. La representación en inglés se basó sustancialmente en las traducciones anteriores de William Tyndale y Myles Coverdale (la Biblia de Ginebra se basa significativamente en la Biblia de Tyndale de 1535). Sin embargo, esta fue la primera versión en inglés en la que todo el Antiguo Testamento se tradujo directamente del hebreo (cf. Coverdale Bible, Matthew Bible).

## Formato

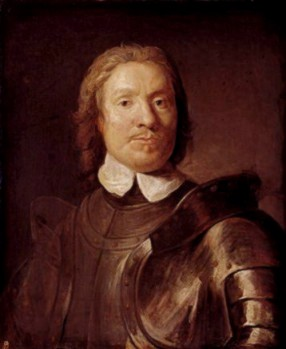
Oliver Cromwell

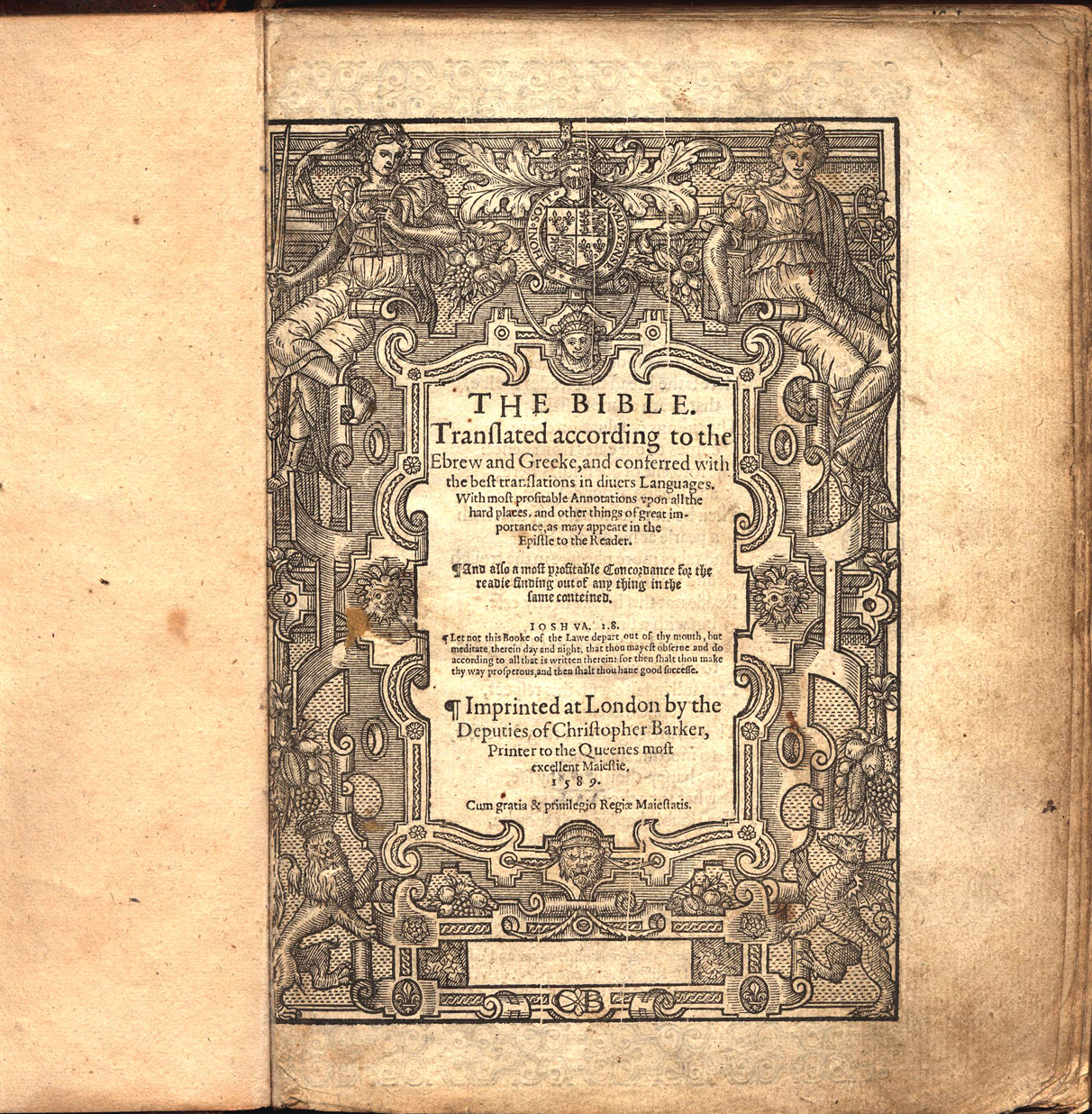
Biblia de Ginebra 1589

La Biblia de Ginebra fue la primera Biblia en inglés en usar números de versos basados en el trabajo de Stephanus (Robert Estienne de París, en este punto que vive en Ginebra). También tenía un elaborado sistema de comentarios en glosas marginales. Esta anotación fue hecha por Laurence Tomson, quien tradujo (para la Biblia de Ginebra de 1560) las notas de L'Oiseleur sobre los Evangelios, que ellos mismos vinieron de Camerarius. En 1576, Tomson agregó las notas de L'Oiseleur para las Epístolas, que provienen de la edición de la Biblia en griego y latín de Beza (1565 y versiones posteriores). A partir de 1599 se agregaron las notas de Franciscus Junius sobre la Revelación, que reemplazaron las notas originales derivadas de John Bale y Heinrich Bullinger. La imagen de ambas iglesias de Bale tuvo un gran efecto en estas notas, así como en el Libro de los Mártires de Foxe. Tanto la anotación de Junius como la de Bullinger-Bale son explícitamente anticatólicas y representan a muchos apocalipsis protestantes populares durante la Reforma.
La Biblia de Ginebra de 1560 se imprimió en tipo romano, el tipo de letra que se usa habitualmente en la actualidad, pero muchas ediciones utilizaron el tipo antiguo de letra negra ("gótico"). De las diversas traducciones posteriores de la Biblia en inglés, la siguiente en usar el tipo romano fue la Biblia Douay-Rheims de 1582 (Nuevo Testamento) y 1609-10 (Antiguo Testamento).
La Biblia de Ginebra también se publicó en tamaños más convenientes y asequibles que las versiones anteriores. La Biblia de 1560 estaba en formato de cuarto (área de tipo 218 × 139 mm), pero también se emitieron ediciones de octavo de bolsillo, y algunas ediciones de folio grandes. El Nuevo Testamento se emitió varias veces en tamaños desde cuarto hasta 32.º (el más pequeño, área de tipo 70 × 39 mm ). A finales del siglo XVI es probable que el Nuevo Testamento de Ginebra cueste menos de una semana de salario, incluso para los trabajadores peor pagados.
La Biblia de Ginebra de 1560 contenía una serie de ayudas de estudio, incluidas ilustraciones de grabados en madera, mapas y "tablas" explicativas, es decir, índices de nombres y temas, además de las famosas notas marginales. Cada libro fue precedido por un "argumento" o introducción, y cada capítulo por una lista de contenidos con números de versos. Las ediciones de formato más pequeño pueden no estar ilustradas y carecer de notas marginales, pero algunas ediciones en folio grandes tienen ilustraciones adicionales, como una que muestra a Adán y Eva, donde Adán lleva una barba y un bigote isabelinos típicos.

## La "Biblia de los calzones"
La Biblia de Ginebra es a veces apodada "Biblia de los calzones", la primera de las cuales apareció en 1579 ya que en esta biblia, en Génesis, capítulo III, verso 7 dice: "Entonces les abrieron los ojos a ambos, y conocieron que estaban desnudos, y cosieron hojas de higuera, y se hicieron unos calzones". En la versión del rey Jacobo de 1611, "calzones" se cambió a "delantales" la misma palabra impresa en biblias anteriores a la de Ginebra. Las Biblias de Ginebra con el pasaje traducido como "calzones" continuaron imprimiéndose hasta la época de la Biblia del rey Jacobo de 1611.

## Edición moderna de la Biblia de 1599
En 2006, Tolle Lege Press lanzó una versión de la Biblia de Ginebra de 1599 con ortografía modernizada, como parte de su proyecto de restauración de la Biblia de Ginebra de 1599. Se mantuvieron las referencias cruzadas originales, así como las notas de estudio de los líderes de la Reforma Protestante. Además, el glosario de inglés moderno temprano se incluyó en la versión actualizada. El consejo asesor del proyecto de restauración incluyó a varios líderes y eruditos cristianos protestantes. Esto también se puede encontrar en BibleGateway.com

## Comparación de la biblia de ginebra con laBiblia del rey Jacobo

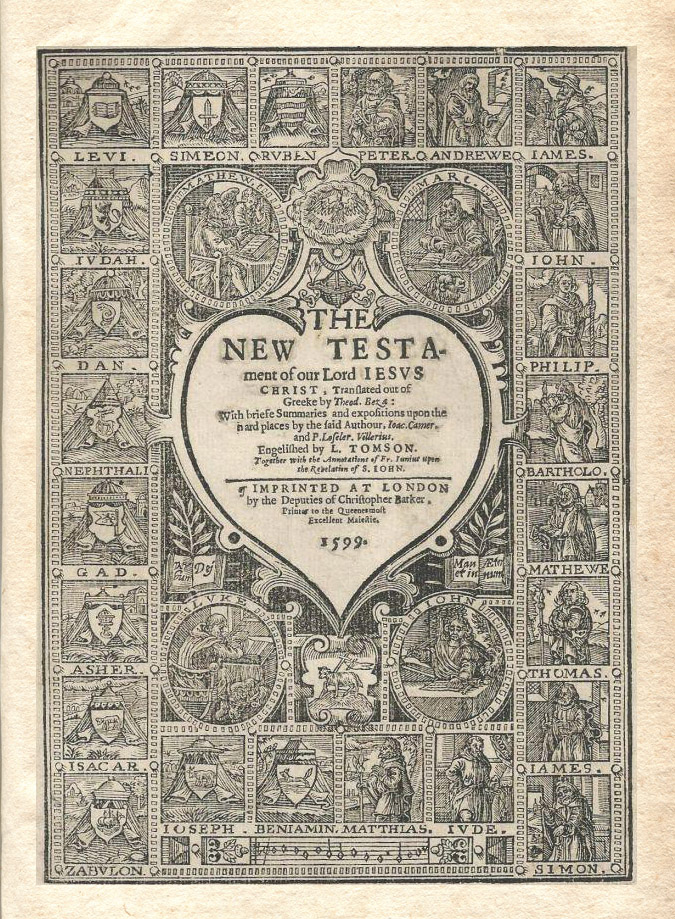
Biblia de Ginebra de 1606.

Para comparar la Biblia de Ginebra con la del rey Jaobo, aquí está Apocalipsis 6: 12–17 en ambas versiones (con la ortografía modernizada):
| Biblia de Ginebra | Biblia del rey Jacobo |
| --- | --- |
| And I beheld when he had opened the sixth seal, and lo, there was a great earthquake, and the sun was as black as sackcloth of hair, and the moon was like blood. And the stars of heaven fell unto the earth, as a fig tree casteth her green figs, when it is shaken of a mighty wind. And heaven departed away, as a scroll, when it is rolled, and every mountain and isle were moved out of their places. And the kings of the earth, and the great men, and the rich men, and the chief captains, and the mighty men, and every bondman, and every free man, hid themselves in dens, and among the rocks of the mountains, and said to the mountains and rocks, Fall on us, and hide us from the presence of him that sitteth on the throne, and from the wrath of the Lamb. For the great day of his wrath is come, and who can stand? | And I beheld when he had opened the sixth seal, and, lo, there was a great earthquake; and the sun became black as sackcloth of hair, and the moon became as blood; and the stars of heaven fell unto the earth, even as a fig tree casteth her untimely figs, when she is shaken of a mighty wind. And the heaven departed as a scroll when it is rolled together; and every mountain and island was moved out of their places. And the kings of the earth, and the great men, and the rich men, and the chief captains, and the mighty men, and every bondman, and every free man, hid themselves in the dens and in the rocks of the mountains; and said to the mountains and rocks, Fall on us, and hide us from the face of him that sitteth on the throne and from the wrath of the Lamb; for the great day of his wrath is come; and who shall be able to stand? |

Aquí están las versiones de Génesis 3: 7 de Ginebra y King James con ortografía como en sus originales (no modernizadas):
| Biblia de Ginebra | Biblia del Rey Jacobo |
| --- | --- |
| Then the eies of them both were opened, and they knew that they were naked, and they sewed figge tree leaves together, and made themselves breeches. | Then the eyes of them both were opened, and they knew that they were naked, and they sewed figge tree leaves together, and made themselves aprons. |

## La Biblia de Ginebra y el Rey Jacobo I

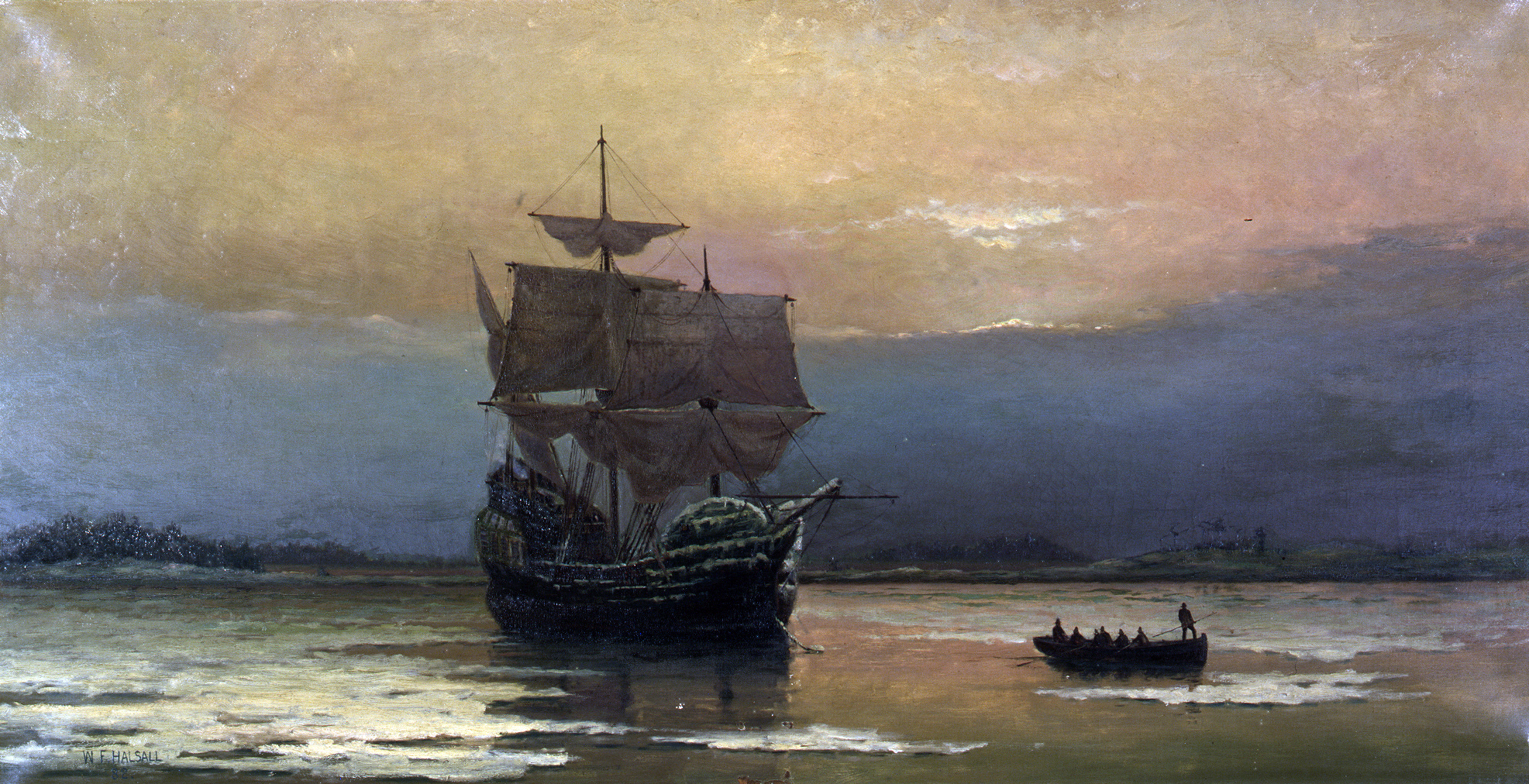
Mayflower in Plymouth Harbor, by William Halsall

En 1604, un año después de reclamar el trono de Inglaterra en 1603, el Rey James I fue el anfitrión y presidente de una conferencia sobre asuntos religiosos, la Conferencia de Hampton Court. Si bien la Biblia de Ginebra era la Biblia preferida de los protestantes anglicanos y puritanos durante la era isabelina, al rey Jacobo I no le gustaba la Biblia de Ginebra e hice que sus puntos de vista se conocieran claramente en la conferencia: lo peor." Aparentemente, su disgusto por la Biblia de Ginebra no fue necesariamente causado solo por la traducción del texto al inglés, sino sobre todo por las anotaciones en los márgenes. Sintió que muchas de las anotaciones eran "muy parciales, falsas, sediciosas y que saboreaban demasiados conceptos peligrosos y traidores ..." Con toda probabilidad, vio las interpretaciones de Ginebra de los pasajes bíblicos como "republicanismo" anticlerical, que Podría implicar que la jerarquía eclesiástica era innecesaria. Otros pasajes parecían particularmente sediciosos: en particular, las referencias a las monarcas como "tiranos". De ahí se pudo cuestionar la necesidad de un rey como jefe de la iglesia y del estado. James había estado lidiando con problemas similares con los líderes religiosos presbiterianos-calvinistas en Escocia, y no deseaba ninguna de las mismas controversias en Inglaterra. Además, si las anotaciones estuvieran en forma impresa, los lectores podrían creer que estas interpretaciones son correctas y fijas, haciendo que sea más difícil cambiar las mentes de sus sujetos acerca de los significados de pasajes particulares.
Entonces, cuando al final de la conferencia dos puritanos sugirieron que se produjera una nueva traducción de la Biblia para unificar mejor la Iglesia Anglicana en Inglaterra y Escocia, James aceptó la idea. No solo podía librarse de esas incómodas anotaciones, sino que podría tener una mayor influencia en la traducción de la Biblia en su conjunto. Él encargó y publicó una nueva traducción de la Biblia que eventualmente se convertiría en la versión más famosa de la Biblia en la historia del idioma inglés. Originalmente conocida como la Versión Autorizada para ser leída en las iglesias, la nueva Biblia vendría a llevar su nombre como la llamada Biblia King James o Versión King James (KJV). Las primeras y primeras ediciones de la Biblia King James de 1611 y las primeras décadas posteriores carecen de anotaciones, a diferencia de casi todas las ediciones de la Biblia de Ginebra hasta ese momento. Inicialmente, la versión King James no se vendió bien y compitió con la Biblia de Ginebra. Poco después de la primera edición de la KJV, King James prohibió la impresión de nuevas ediciones de la Biblia de Ginebra para consolidar aún más su versión. Sin embargo, Robert Barker continuó imprimiendo las Biblias de Ginebra incluso después de la prohibición, colocando la fecha errónea en 1599 en las nuevas copias de Genevas que fueron impresas entre 1616 y 1625. A pesar del error popular, los Separatistas Puritanos o los Padres Peregrinos a bordo del Mayflower en 1620 trajeron a América del Norte diferentes copias de la Biblia de Ginebra.